# Gandelu
Gandelu – miejscowość i gmina we Francji, w regionie Hauts-de-France, w departamencie Aisne.
Według danych na styczeń 2014 roku gminę zamieszkiwały 693 osoby, a gęstość zaludnienia wynosiła 69,7 osób/km².